# Slade
Slade je anglická rocková kapela založená v roce 1966 ve Wolverhamptonu. Do popředí se dostali během éry glam rocku na počátku 70. let, kdy dosáhli 17 po sobě jdoucích singlů v Top 20 a šesti první příček v britské singlové hitparádě. Podle knihy British Hit Singles & Albums byli nejúspěšnější britskou skupinou 70. let na základě prodeje singlů. Byli první, komu se podařilo dostat tři singly rovnou na první místo hitparády; všech šest jejich hitů číslo jedna napsali Noddy Holder a Jim Lea. K roku 2006 činily jejich celkové prodeje ve Velké Británii přes 6,5 milionu kopií. Jejich nejprodávanější singl „Merry Xmas Everybody“ se prodal v počtu přes milion kusů. Podle dokumentu BBC It's Slade z roku 1999 kapela prodala více než 50 milionů desek po celém světě.
Všichni čtyři členové skupiny vyrůstali v oblasti známé jako Black Country. Po působení v různých skupinách se v roce 1966 spojili pod názvem ‘N Betweens a nahráli několik neúspěšných singlů. V roce 1969 je podepsal Jack Baverstock z Philips Records a skupina vydala své první album pod novým názvem Ambrose Slade, inspirované Baverstockovou sekretářkou, která si tak pojmenovala svou kabelku (Ambrose) a boty (Slade). Slade dominated the UK singles charts during the early 1970s. Na začátku 70. let Slade ovládli britské hitparády. Mezi lety 1971 a 1974 dosáhli dvanácti singlů v Top 5, z toho tři rovnou debutovaly na prvním místě. Ze 17 Top 20 hitů mezi roky 1971 a 1976 se šest dostalo na první místo, tři na druhé a dva na třetí. Žádná jiná britská skupina té doby se nemohla pochlubit tak trvale vysokými umístěními nebo tolika prodanými singly. Jen v roce 1973 se singl „Merry Xmas Everybody“ prodal ve více než milionu kopií po celém světě a získal zlatou desku. Téhož roku kapela koncertovala po Evropě, v roce 1974 pak v USA. Slade vydali přes 30 alb, z nichž tři dosáhla prvního místa v britské albové hitparádě. Jejich nahrávky strávily celkem 315 týdnů v britských žebříčcích a do roku 2016 měli na kontě 24 singlů v Top 30.
Po nepříliš úspěšném pokusu prorazit v USA v roce 1975 popularita Slade ve Velké Británii upadla, ale nečekaně se obnovila v roce 1980, kdy na poslední chvíli zaskočili za Ozzyho Osbourna na festivalu Reading Rock Festival. Sami později přiznali, že to byl jeden z vrcholů jejich kariéry. Následující dva roky se kapela zaměřila na heavy metalové publikum a v roce 1984 se jí podařilo prorazit i v USA s hity „Run Runaway“ a „My Oh My“. Tento úspěch byl ale krátkodobý a navzdory hitu v Top 25 v raných 90. letech se kapela v roce 1992 rozpadla.
Původní sestava se v roce 1992 rozpadla, ale později téhož roku byla obnovena jako Slade II. Skupina, která prošla řadou personálních změn, pokračuje dodnes – nyní opět pod původním názvem Slade.
Na Slade odkazuje celá řada umělců z různých žánrů. The Illustrated Encyclopaedia of Music vyzdvihuje výrazný vokál Noddyho Holdera, nápaditý vzhled kytaristy Davea Hilla a také záměrně zkomolené názvy písní jako „Cum On Feel the Noize“ nebo „Mama Weer All Crazee Now“, díky nimž byli dobře rozpoznatelní.

## Historie
Skupina začínala v roce 1966 pod názvem N'Betweens, když se sešli členové dvou skupin z Midlandu – The Vendors and Steve Brett & The Mavericks. Zpočátku to na žádný velký úspěch nevypadalo. Později skupina změnila název na Ambrose Slade a spojila se s manažerem Chas Chandlerem. Jméno se nakonec zkrátilo na Slade. Krátce se stylizovali jako skinheadská kapela, ale protože to vyvolávalo dojem spojitosti s anglickými fotbalovými hooligans, nechali si vlasy opět narůst a brzy se stali vůdčí skupinou nového hudebního směru – glam rocku.
V letech 1971 až 1975 vydali několik komerčně velmi úspěšných alb a singlů. Mnoho z nich se umístilo na prvních místech hitparád. Byla to nejúspěšnější řada skladeb od dob Beatles. Všechny jejich koncerty byly dopředu automaticky vyprodány. V té době se bubeník Dan Powel vážně zranil při autonehodě. Budoucnost skupiny byla nejistá.
V roce 1974 účinkovali Slade v rockovém filmu Flame. Soundtrack k filmu obsahuje další velké hity – Far far away a How does it feel.
Po návratu z ročního turné po Spojených státech začala sláva skupiny ochabovat. Ve Velké Británii se totiž prosazovaly nové hudební směry – punk rock a new wave. Skupina se rychle vytrácela z médií i z předních míst hitparád. Na krátkou dobu se skupina vrátila na přední příčky hitparád začátkem 80. let se skladbami Run Runaway a My Oh My a naposled v roce 1991 se skladbou Radio Wall of Sound.

## Vliv

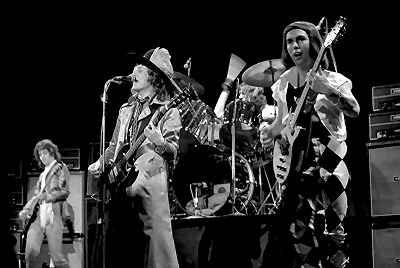
Slade v Norsku roku 1977.

Skupina Slade byla jednou z vůdčích skupina glam rocku a v době své největší slávy to byla komerčně nejúspěšnější skupina ve Spojeném království. Komerčně nejúspěšnějšími písničkami jsou skladby Far Far Away, My Oh My nebo skladba Merry Xmas Everybody (z prosince 1973), která je dodnes jednou z nejhranějších vánočních písniček.
Skupina byla pověstná svými bouřlivými živými koncerty a živou komunikací s publikem (Která z vás má na sobě černé kalhotky? … a která nemá žádné?). V popularitě překonala všechny své glam rockové souputníky Wizzard, Sweet, T. Rex, Suzi Quatro, Smokie, Gary Glittera i Davida Bowieho.[zdroj?]
Tvorba skupiny Slade významně ovlivnila další vývoj rockové hudby. Přestože jejich pokusy prorazit na americký hudební trh nebyly úspěšné, existuje mnoho amerických kapel, které přiznávají, že byly tvorbou skupiny ovlivněny. Coververze jejich Cum on Feel the Noize v podání metalové skupiny Quiet Riot se umístila na 5. místě americké hitparády v roce 1983. Také basista skupiny KISS Gene Simmons potvrzuje, že pódiové show bylo ovlivněno skupinou Slade.

## Členové
- Noddy Holder - zpěv, kytara
- Dave Hill - kytara
- Jim Lea - baskytara
- Don Powell - bicí

V roce 1991 opustil skupinu zpěvák Noddy Holder. Zbytek skupiny vystupuje pod názvem Slade II.

## Diskografie

### Alba
- Beginnings (1969 jako Ambrose Slade)
- Play It Loud (1970)
- Slade Alive! (1972)
- Slayed? (1972)
- Sladest (1973)
- Old New Borrowed And Blue (1974)
- Slade In Flame (1974)
- Nobody's Fools (1976)
- Whatever Happened To Slade? (1977)
- Alive, Vol. 2 (1978)
- Return To Base (1979)
- Smashes (1980)
- We'll Bring The House Down (1981)
- Till Deaf Do Us Part (1981)
- Slade On Stage (1982)
- The Amazing Kamikaze Syndrome (1983)
- Slade's Greats (1984)
- Rogues Gallery (1985)
- Crackers-The Slade Christmas Party Album (1985)
- You Boyz Make Big Noize (1987)
- Wall Of Hits (1991)
- Keep On Rockin'! (1995)
- Greatest Hits - Feel The Noize (1997)
- Wild Nites (1999)
- Cum On Let`s Party! (2002)
- Superyob (2003)
- Get Yer Boots On (2004)
- The Very Best Of Slade (2005)
- Slade alive! (2006; 2 CD, incl. Slade alive! [1972], Alive, Vol. 2 [1978], Slade on Stage [1982], Alive at Reading [1980])

### Singly
- You Better Run / Evil Witchman (1966 jako 'N Betweens)
- Genesis / Roach Daddy (1969 jako Ambrose Slade)
- Wild Winds Are Blowing / One Way Hotel (1969)
- Shape Of Things To Come / C'mon, C'mon (1970)
- Know Who You Are / Dapple Rose (1970)
- Get Down And Get With It / Do You Want Me / Gospel According To Rasputin (EP) (1971)
- Coz I Luv You / My Life Is Natural (1971)
- Look Wot You Dun / Candidate (1972)
- Tak Me Bak 'Ome / Wonderin' Y (1972)
- Mama Weer All Crazee Now / Man Who Speeks Evil (1972)
- Gudbuy T'Jane / I Won't Let It 'Appen Agen (17. Nov. 1972)
- Cum On Feel The Noize/ I'm Mee, I'm Now, An' That's Orl (1973)
- Skweeze Me, Pleeze Me / Kill 'Em At The Hot Club Tonite (1973)
- My Friend Stan / My Town (28. Sept. 1973)
- Merry Xmas Everybody / Don't Blame Me (1973)
- Everyday / Good Time Gals (1974)
- The Bangin' Man / She Did It To Me (1974)
- Far Far Away / OK Yesterday Was Yesterday (1974)
- How Does It Feel? / So Far So Good (1975)
- Thanks For The Memory (Wham Bam Thank You Mam) / Raining In My Champagne (1975)
- In For A Penny / Can You Just Imagine (1975)
- Let's Call It Quits / When The Chips Are Down (1976)
- Nobody's Fools / L.A. Jinx (1976)
- Gypsy Roadhog / Forest Full Of Needles (1977)
- Burning In The Heat Of Love / Ready Steady Kids (1977)
- My Baby Left Me But That's Alright Mama / O.H.M.S. (1977)
- Give Us A Goal / Daddio (1978)
- Rock 'N' Roll Bolero / It's All Right Buy Me (1978)
- Ginny Ginny / Dizzy Mama (1978)
- Sign Of The Times / Not Tonight Josephine (1979)
- Okey Cokey / My Baby's Got It (1979)
- Six Of The Best: Night Starvation / When I'm Dancing / I'm A Rocker / Don't Waste Your Time / The Wheels Ain't Coming Down / 9 To 5 (Maxi EP) (1980)
- Slade Alive At Reading '80: When I'm Dancing / Born To Be Wild / Somethin' Else / Pistol Packin' Mama / Keep A Rollin' (EP) (1980)
- Xmas Ear Bender: Merry Xmas Everybody / Okey Cokey / Get Down And Get With It (EP) (1980)
- We'll Bring The House Down / Hold On To Your Hats (1981)
- Wheels Ain't Coming Down / Not Tonight Josephine (1981)
- Knuckle Sandwich Nancy / I'm Mad (1981)
- Lock Up Your Daughters / Sign Of The Times (1981)
- Ruby Red / Funk Punk & Junk / Rock And Roll Preacher (Live Version) / Tak Me Bak 'Ome (Live Version) (Doppel Single Album) (1982)
- (And Now The Waltz) C'est La Vie / Merry Xmas Everybody (Live & Kickin') (1982)
- My Oh My / Keep Your Hands Off My Power Supply / Don't Tame A Hurricane (Maxi EP) (1983)
- Run Runaway / Two Track Stereo, One Track Mind (1984)
- All Join Hands / Here's To… (1984)
- 7 Year Bitch / Leave Them Girls Alone (1985)
- Myzsterious Mizster Jones / Mama Nature's A Rocker (1985)
- Do You Believe In Miracles / My Oh My (Swing Version) (1985)
- Still The Same / Gotta Go Home / The Roaring Silence / Don't Talk To Me About Love (Doppel Single Album) (1987)
- That's What Friends Are For / Wild Wild Party (1987)
- You Boyz Make Big Noize (2 Versionen auf 17cm / 3 Versionen auf 30cm) (1987)
- We Won't Give In / Ooh La La In L.A. (1987)
- Let's Dance / Standing On The Corner (1988)
- Radio Wall Of Sound / Lay Your Love On The Line (1991)
- Universe / Red Hot / Merry Xmas Everybody (EP) (1991)
- Some Exercise (2002)